# Хомма Мунэхиса
Хомма Мунэхиса (яп. 本間宗久, 1724—1803) — японский торговец рисом и финансовый делец, известный, прежде всего, изобретением интервального графика, применяемого для отображения изменений биржевых котировок акций, цен на сырьё и прочего (так называемые «японские свечи»).

## Биография
Мунэхиса Хомма родился в 1724 году в городе Саката, который был крупным портом и одним из центров торговли рисом. Семья Хомма владела обширными рисовыми плантациями и также занималась торговлей рисом.
В 1750 году, после смерти отца, Мунэхиса, будучи младшим сыном, приступил к управлению семейным капиталом (что произошло вопреки традиции, согласно которой наследником отцовского дела становился старший сын, и могло свидетельствовать о его недюжинных коммерческих способностях). В это время в Сакате также появилась рисовая биржа. Хомма несколько лет торговал на ней, а потом перенёс свою деятельность в Осаку и в Эдо, где заработал огромное состояние.
Эффективность работы Хоммы была такова, что в один из периодов он заключил 100 успешных сделок подряд. Позднее, когда биржевая торговля рисом была официально разрешена правительством, его пригласили работать финансовым советником и пожаловали титул самурая.

## Торговля рисом в Японии

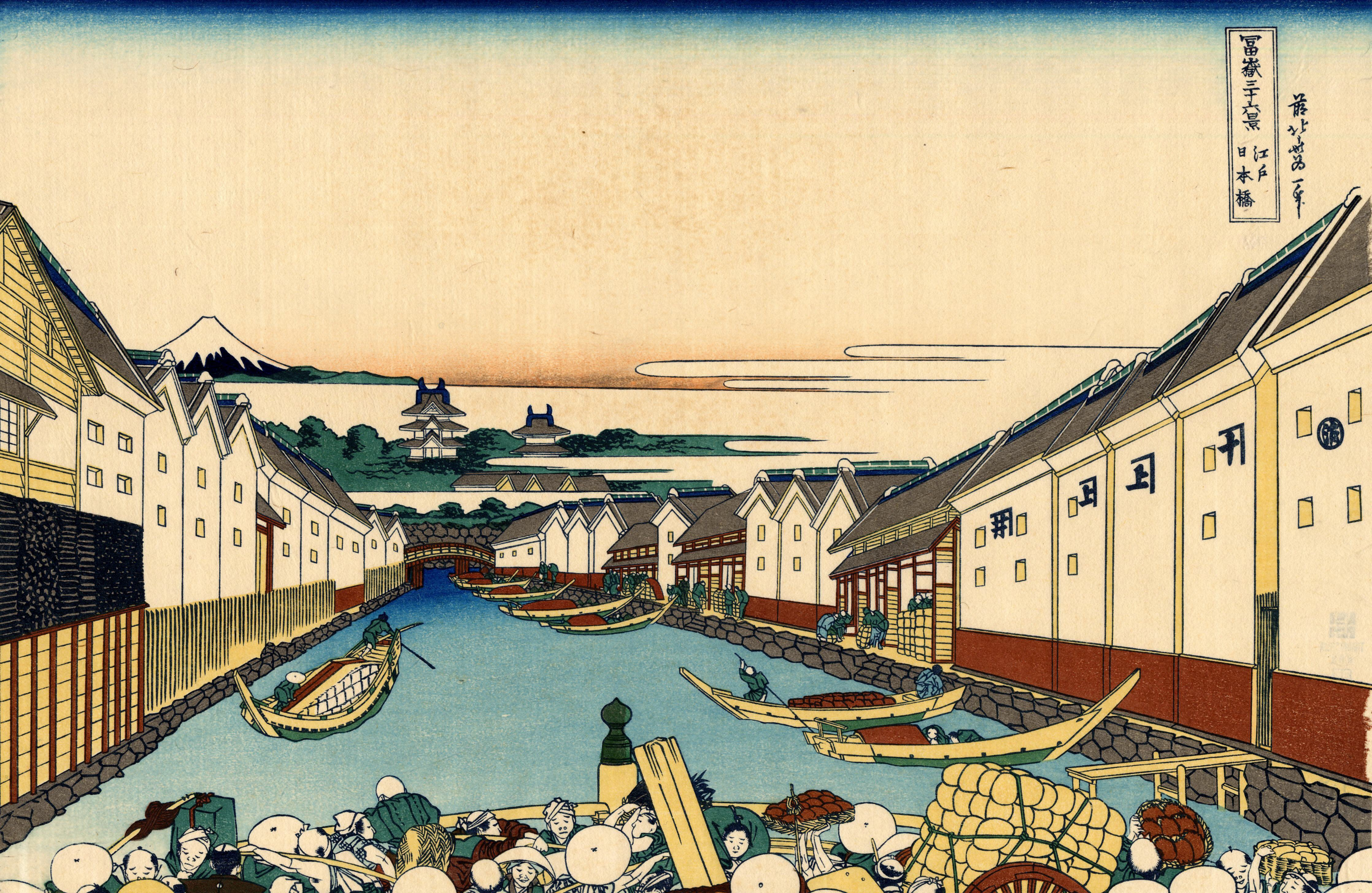
Мост Нихонбаси и торговые конторы в Эдо, из серии «Тридцать шесть видов Фудзи»

В средневековой Японии рис был не только главной продовольственной культурой и сырьём для многих продуктов и товаров, но и основой благосостояния общества — им, в условиях неизбежного обесценивания денег, собирались налоги и выплачивалось жалованье, он использовался в ряде ритуалов и пр.
Крупнейшая в Японии рисовая биржа (Додзима) размещалась в Осаке, в период расцвета на ней работало свыше 1300 торговцев. Цены на Осакской бирже влияли на стоимость риса по всей стране.
Примерно до 1710 года на бирже осуществлялись только физические торги рисом. В дальнейшем возникла практика торговли так называемыми «рисовыми купонами» (в современной терминологии — фьючерсами на рис). Каждый купон представлял собой расписку на поставку риса будущего урожая, иногда на несколько лет вперед. Такие расписки выдавали крупные феодалы, которым требовались наличные. Купон мог переходить из рук в руки, а его цена менялась в зависимости от ожиданий рынка (как подкреплённых объективными факторами — погодой, объемами запасов, будущего урожая, так и спекулятивных).
Такой вид деятельности быстро стал популярным: известно, что в 1749 году количество «пустых рисовых купонов» (то есть, таких, обладатели которых не имели в наличии реального риса) в несколько раз превышало все складские запасы в стране.

## Вклад Хоммы
Вне всякого сомнения, Хомма использовал преимущества доступа к инсайдерской информации (благодаря огромному богатству и влиянию ему были доступны любые известия о состоянии и конъюнктуре рынка). Помимо этого, он в течение многих лет вёл регулярные наблюдения за погодой. Однако его важнейшим достижением следует считать стремление понять «психологию рынка». В течение 15 лет он изучал цены на рис за всю историю торгов, чтобы выявить закономерности поведения игроков на бирже, и установил, что психологический аспект критически важен для успешной деятельности на финансовом рынке, а эмоции трейдеров оказывают определяющее влияние на цену на риса. Хомма также описал «бычий рынок» и «медвежий рынок», отличия между ними и некоторые часто встречающиеся движения цен (в процессе их изучения и был придуман метод отображения сразу 4 цен вместо одной: минимальной, максимальной, открытия и закрытия).
Ему приписывается авторство книги, изданной в 1755 году под названием «Золотая жила — рассказ трёх обезьян о деньгах» (яп. 三猿金泉秘録 сан эн кинсэн хироку) — первого пособия по психологии рынка и техническому анализу. В данной книге Хомма описал многие приемы анализа, использующиеся и в наше время, и вывел главное правило динамики цен: «Рынок, который повысился, должен в конце концов упасть, а рынок, который упал, в конце концов поднимется» (чередование инь и ян).
Любопытно, что Хомма, будучи крупнейшим дельцом биржи в Осаке, оставался на родине. Сохранились сведения о том, что он создал собственную линию связи, чтобы получать информацию о разнице цен в режиме реального времени: на всем пути между Осакой и Сакатой (600 км) дежурили сигнальщики (на крышах зданий, вершинах холмов и гор), которые с помощью флагов передавали по эстафете информацию о торгах и распоряжения на совершение сделок.
В то же время, если работоспособность такого «телеграфа» не вызывает сомнений, едва ли подобные манипуляции, тем более на постоянной основе, могли осуществляться тайно от властей (их раскрытие привело бы к печальным последствиям для Хоммы, не являвшегося лицом знатного происхождения).

## Оценка и споры вокруг личности и деятельности
Даты жизни Хоммы, как и факт его существования, по-прежнему остаются спорными. Вместе с тем, он широко известен в Японии, а его деятельность нашла отражение в фольклоре.
В Японии была поговорка, свидетельствующая о его богатстве: «Я никогда не стану Хоммой, мне достаточно того, что я удельный князь».
В одной из песен есть такие слова: «Когда в Сакате (родина Хоммы) солнечно (хороший урожай риса), в Додзиме (биржа в Осаке) облачно (падают цены), а в Курамае (биржа в Эдо) идёт дождь (цены обваливаются)».
В настоящее время в доме семьи Хомма в Сакате находится художественный музей.